# حزب مارکسیست-لنینیست شفق سرخ
حزب مارکسیست-لنینیست شفق سرخ، حزبی کمونیست، مارکسیست-لنینیست و خوجه‌ئیست بود. این حزب در جریان انشعاب از سازمان مارکسیستی لنینیستی توفان به وجود آمد. این تشکل در ابتدا نام سازمان مارکسیست-لنینیست شفق سرخ را برای خود انتخاب کرد، اما در جریان انقلاب بهمن ۱۳۵۷ از سازمان به حزب تبدیل شد. شفق سرخ در سال ۱۳۵۸ اعلام انحلال کرد. بنیانگذار این حزب زواره امیری بود.

## تأسیس سازمان مارکسیست-لنینیست شفق سرخ
سازمان مارکسیست-لنینیست شفق سرخ یکی از سازمان‌هایی بود که از دل سازمان مارکسیست-لنینیست طوفان پدید آمد. در سال ۱۳۵۳ کمیتۀ غرب سازمان طوفان به دلیل برخی اختلافات زواره امیری را از ترکیب سازمان کنار گذارد. سازمان طوفان نشریه‌ای به نام طوفان منتشر می‌کرد. زواره امیری اقدام به انتشار نشریه‌ای به نام شفق سرخ در همان قطع و اندازۀ توفان و با همان خط مشی کرد که نخستین شمارۀ آن در تاریخ ۳۰ اکتبر ۱۹۷۴ (۸ آبان ۱۳۵۳) منتشر شد. به دنبال این اختلافات و انتشار این نشریه برخی از اعضای سازمان طوفان جانب زواره امیری را گرفتند و کار به جدائی کامل رسید. زواره امیری در زمان درگیری‌های انقلاب از آلمان به ایران رفت و در منطقه کردستان و به ويژه کرمانشاه در جنوب کردستان ایران به فعالیت گستردهﺍﻯ دست زد و توانست سازمان گستردهﺍﻯ را در ایران به وجود آورد که سازمان مارکسیست-لنینیست شفق سرخ نامیده شد. هستهﻫﺎﻯ این سازمان در شهرهای شیراز، کرمانشاه، تهران، ارومیه، تبریز، خوی و روستاهای اطراف آن، خرم‌آباد، بروجرد، اصفهان، اهواز و دزفول فعالیت می‌کرد.

## تبدیل سازمان به حزب مارکسیست-لنینیست شفق سرخ
تبدیل سازمان به حزب مارکسیست-لنینیست شفق سرخ پس از شمارۀ ۱۲۱ نشریۀ شفق سرخ در تاریخ شنبه ۲۰ آبان ۱۳۵۷ (۱۱ نوامبر ۱۹۷۸) و هم‌زمان با انتشار شمارۀ ۱۲۲ نشریۀ شفق سرخ اتفاق افتاد. متأثر از نام سازمان، حزب نیز حزب مارکسیست-لنینیست شفق سرخ نام‌گذاری شد.

## اتهام‌زنی به شفق سرخ مبنی بر رابطه با ساواک
گروه‌هایی مانند تروتسکیستﻫﺎ، ناسیونالیستﻫﺎﻯ کُرد، اسلام‌گرایان پیروی خمینی و جمهوری اسلامی از جمله مخالفان حزب مارکسیست-لنینیست شفق سرخ بودند. علاوه بر این برخی جریانﻫﺎﻯ مارکسیست دیگر که به خط ۳ موسوم بودند نیز با شفق سرخ مخالفت ورزیده و حتی به آنها اتهام ساواکی بودن زنند.
اتحادیۀ کمونیستﻫﺎﻯ ایران یکی از مخالفان حزب شفق سرخ بود. این اتحادیه در نخستین ماه‌های پس از انقلاب اقدام به انتشار کتابی کرد که نام و مشخصات ۸ هزار نفر را در بر می‌گرفت که به ادعای اتحادیه مأموران ساواک بودند. در این کتاب نام یکی از بنیانگذاران سازمان شفق سرخ نیز به چشم می‌خورد. هم سازمان طوفان و هم حزب مارکسیست-لنینیست شفق سرخ اطلاعات مربوط به این فرد را نادرست دانست و این اتهام را تکذیب کرد. اگرچه با قدرت گرفتن جمهوری اسلامی و سپس تأسیس وزارت اطلاعات صحت و شقم اطللاعات این کتاب هرگز تأیید یا رد نشد،‌ اما سی سال بعد اتحادیۀ ‌کمونیست‌های ایران که به حزب کمونیست ایران (مارکسیست-لنینیست-مائوییست) تغییر نام داده‌بود در یادنامۀ تجلیل حزب کمونیست ایران (مارکسیست-لنینیست-مائوئیست) به تاریخ ۵ دسامبر ۲۰۰۹ تلویحاً این اتهام را پس گرفت و نوشت که حزب شفق سرخ «... متأسفانه در مقابل حملات فرصت‌طلبانه و شایعات دروغین تاب نیاورد و از هم پاشید».

## اعضای حزب
در معدود منابع موجود در رابطه با حزب مارکسیست-لنینیست شفق سرخ از زواره امیری به نوان رهبر و بنیانگذار این حزب یاد شده‌است. در جریان جدا شدن زواره امیری از سازمان مارکسیستی-لنینیستی طوفان، بهزاد حقیقی نیز به همراه وی جدا شده و در تأسیس شفق سرخ به عنوان عضو بنیانگذار ایفای نقش کرد و در نهایت به حزب کار ایران (طوفان) پیوست. همچنین شکرالله احمدی از دیگر اعضای حزب مارکسیست-لنینیست شفق سرخ بود که پس از انحلال حزب به اتحادیه کمونیست‌های ایران پیوست و پس از شرکت در قیام آمل در نهایت به همراه ۷ تن دیگر در استادیوم آمل تیرباران شد. همچنین سهراب غلامی از دیگر فعالان سیاسی بود که فعالیت خود را با سازمان شفق سرخ آغاز کرد، اما پس از انحلال حزب به کوملۀ انقلابی زحمتکشان کردستان ایران پیوست و نهایتاً در ۶ شهریور ۱۳۶۱ اعدام شد.

## فرجام حزب
رهبری حزب زواره امیری تنها در حدود شش ماه در ایران امکان فعالیت پیدا کرد و به علت لو دادن نام و آدرس او و یکی دیگر از اعضای رهبری در نشریات ایران تحت تعقیب قرار گرفت و مجدداً ناچار به مهاجرت اجباری شد و به آلمان رفت.
پس از تحت تعقیب قرار گرفتن و متعاقباً مهاجرت دو نفر از رهبران این حزب صدمۀ بزرگی به تشکیلات حزب وارد شد.
حزب مارکسیست-لنینیست شفق سرخ در سال ۱۳۵۸ اعلام انحلال کرد.
بخش بزرگی از اعضای شفق سرخ به حزب کمونیست کارگران و دهقانان ایران پیوستند که بخشی از سازمان مارکسیستی-لنینیستی توفان که برخی از آن‌ها تا سطح رهبری حزب نیز پیش رفتند.
تشکیلات خارج از کشور حزب مارکسیست-لنینیست شفق سرخ نیز پس از اتحاد سازمان کارگران مبارز ایران و حزب کار ایران، و تأسیس حزب کار ایران (توفان) به این حزب اخیر پیوستند. درواقع اعضای شفق سرخ پس از مدتی بار دیگر با رفقای سابق خود در سازمان مارکسیست-لنینیست طوفان متحد شدند.
علاوه بر این‌ها برخی از اعضای حزب مارکسیست-لنینیست شفق سرخ نیز به اتحادیه کمونیست‌ها پیوستند که دست‌کم سه تن از آن‌ها (به همراه عباس گودرزی (علی) از حزب کار ایران و برخی از اعضای سازمان پیکار) در قیام آمل شرکت کردند و در این مبارزه جان باختند.

## مواضع و ایدئولوژی حزب
سازمان و حزب مارکسیست-لنینیست شفق سرخ جریانی مارکسیسم-لنینیسم بود. این جریان در جهت‌گیری سیاسی خود از خطی پشتیبانی می‌کرد که خوجه‌ایسم نامیده می‌شد و بر اساس دیدگاه‌های انور خوجه در رابطه با مسائل جهان شکل گرفته‌بود.
در رابطه با ایران شفق سرخ و رهبرانش مانند زواره امیری تئوری اپورتونیسم تاریخی حزب توده را قبول نداشته و معتقد بودند که این حزب و نیز حزب کمونیست ایران در دوره‌ای حزب طبقۀ کارگر ایران بوده‌اند. در نتیجۀ این رویکرد،‌ نیازی به احیای حزب طبقۀ‌ کارگر ایران نبود، بلکه می‌بایست از همان مشی تاریخی حزب کمونیست ایران تبعیت صورت می‌گرفت.
مطابق با این دیدگاه اتحاد جماهیر شوروی تا پایان دوران استالین کشوری سوسیالیستی دانسته می‌شد که در آنجا دیکتاتوری پرولتاریا مستقر بوده و یوزف استالین نیز مبارزی کمونیست دانسته می‌شد که در راستای تحقق سوسیالیسم خط لنین را ادامه می‌داد.
در رابطه با انقلاب چین و نظریان مائو تسه‌تونگ نیز شفق سرخ مخالف نظریه سه جهان بود و به پیروی از انور خوجه این نظریه را تجدیدنظرطلبانه دانسته و به منزلۀ‌ انحراف در نظر می‌گرفت.
زواره امیری بنیانگذار شفق سرخ حکومت تازه‌تأسیس جمهوری اسلامی را نیز یک رژیم ارتجاعی ارزیابی می کرد که باید توسط مردم ایران سرنگون شود و به همین دلیل نیز از هرگونه همکاری با این حکومت و یا تأیید اقدامات آن سر باز زد.
پس از آنکه خمینی خواستار خلع سلاح عمومی گروه‌های چریکی شد، حزب مارکسیست-لنینیست شفق سرخ اعلام کرد: 
«خلق ضربه به دشمن وارد کرده‌است، ولی دشمن خونخوار هنوز زنده است. ملت اکنون برای نبرد نهایی مسلح شده‌است، ولی شب و روز تبلیغ می‌شود که تفنگ‌ها را تحویل دهیم؛ یعنی اینکه ملت در مقابل دشمن مسلح، خلع سلاح شود.»